# Çeşman
Çeşman è un comune dell'Azerbaigian situato nel distretto di Lerik. Conta una popolazione di 237 abitanti.